# 広島もてなしキング
『広島もてなしキング』（ひろしまもてなしキング）は、1997年10月から2000年9月までテレビ新広島で毎週月曜日 19:00 - 20:00に放送されたローカルバラエティ番組。略称は「もてキン」。
広島県内在住の一般家族が憧れの芸能人を招待し、その家族が食事や芸などでもてなしをする内容の番組。ナビゲーターは、テレビ新広島アナウンサーの棚田徹（初代）と佐藤幸弘（2代目）が担当した。
キー局のフジテレビが『おはよう!ナイスデイ』で本番組の企画を流用した「日本全国もてなしキング」というコーナー（事実上の企画ネット番組）を夏休み限定で放送するほどに知られた存在となったが、2000年10月3日、2代目ナビゲーターの佐藤が東京都内で女子高校生に対する強制わいせつの疑いで逮捕されたため、番組は打ち切りとなった。その後は同年末まで、当時フジテレビでこの時間帯に放送されていた『男と女!!雨のち晴』をつなぎ番組として同時ネットしていた。
打ち切りから5年後の2005年10月2日（日曜日） 16:00 - 17:25に、テレビ新広島開局30周年記念として『広島もてなしキング 情熱のリターンズスペシャル』というタイトルの復活特番が放送された。もてなしゲストは宇梶剛士と島倉千代子。ナビゲーターは初代の棚田徹だった。

## 歴代ナビゲーター
- 棚田徹（テレビ新広島アナウンサー）
- 佐藤幸弘（当時テレビ新広島アナウンサー）